# Palm Royale
Palm Royale ou Le Club Palm Royale au Québec est une mini-série américaine de 10 épisodes créée par Tate Taylor et développée par Abe Sylvia, diffusée le 20 mars 2024 sur Apple TV+.
Il s'agit de l'adaptation du roman Mr & Mrs American Pie de l'autrice américaine Juliet McDaniel, publié en 2018.

## Synopsis
En 1969, Maxine Simmons (Kristen Wiig), une femme modeste, s'efforce d'atteindre une place dans la haute société de Palm Beach, en Floride, à travers le country club le plus exclusif de la ville.

## Distribution

### Acteurs principaux
- Kristen Wiig (VF : Marie Diot) : Maxine Simmons
- Ricky Martin (VF : Marc Saez) : Robert Diaz
- Josh Lucas (VF : Philippe Valmont) : Douglas Darby Dellacorte-Simmons
- Leslie Bibb (VF : Pamela Ravassard) : Dinah Donohue
- Amber Chardae Robinson (VF : Amélia Ewu) : Virginia
- Laura Dern (VF : Rafaèle Moutier) : Linda Shaw / Penelope Rollins
- Allison Janney (VF : Marie Vincent) : Evelyn Rollins

### Acteurs secondaires
- Carol Burnett (VF : Cathy Cerdà) : Norma Dellacorte
- Julia Duffy (VF : Bénédicte Charton) : Mary Jones Davidsoul
- Kaia Gerber : Mitzi
- Claudia Ferri (VF : Virginie Ledieu) : Raquel Kimberly-Marco
- Jordan Bridges (VF : Stéphane Pouplard) : Perry Donohue, le mari de Dinah et ambassadeur au Luxembourg
- Dominic Burgess (VF : Alan Aubert-Carlin) : Grayman, le designer et habilleur
- Jason Canela : Eddie
- James Urbaniak : le manager du Palm Royale
- Mindy Cohn (VF : Françoise Pavy) : Ann Holiday
- Crosby Fitzgerald : Sylvia
- Bellina Logan (en) (VF : Chantal Baroin) : Rita
- Rick Cosnett (VF : Emmanuel Gradi) : le sergent Tom Sanka
- Bruce Dern : Eugene « Skeet » Rollins, le mari d'Evelyn et père de Linda
- Roberto Sanchez : Pinky, le mari de Raquel

 Source et légende : version française (VF) sur RS Doublage et cartons du doublage français.

## Épisodes
| Épisode | Titre                            | Titre original            | Réalisation          | Scénario                         | Première diffusion |
| ------- | -------------------------------- | ------------------------- | -------------------- | -------------------------------- | ------------------ |
| 1       | Maxine arrive à Palm Beach       | Maxine Goes to Palm Beach | Tate Taylor          | Abe Sylvia                       | 20 mars 2024       |
| 2       | Maxine sauve les meubles         | Maxine Saves a Cat        | Tate Taylor          | Sheri Holman (en)                | 20 mars 2024       |
| 3       | Maxine est presqu'une Dellacorte | Maxine Like a Dellacorte  | Abe Sylvia           | Sharr White                      | 20 mars 2024       |
| 4       | Maxine jette les dés             | Maxine Rolls the Dice     | Abe Sylvia           | Becky Mode (en)                  | 27 mars 2024       |
| 5       | Maxine découvre le pot aux roses | Maxine Shakes the Tree    | Stephanie Laing (en) | Emma Rathbone                    | 3 avril 2024       |
| 6       | Maxine fait un petit pas         | Maxine Takes a Step       | Stephanie Laing (en) | Celeste Hughey                   | 10 avril 2024      |
| 7       | Maxine se fait un prince         | Maxine Bags a Prince      | Abe Sylvia           | Logan Faust et Sheri Holman (en) | 17 avril 2024      |
| 8       | Maxine sauve une baleine         | Maxine Saves the Whale    | Claire Scanlon (en)  | Sharr White                      | 24 avril 2024      |
| 9       | Maxine fait parler d'elle        | Maxine Makes a Splash     | Claire Scanlon (en)  | Kelly Hutchinson                 | 1er mai 2024       |
| 10      | Maxine organise une fête         | Maxine Throws a Party     | Tate Taylor          | Sheri Holman et Kelly Hutchinson | 8 mai 2024         |